# 岩生黄耆
岩生黄耆（学名：Astragalus lithophilus）是豆科黄芪属的植物。分布在中亚以及中国大陆的新疆等地，生长于海拔2,800米至3,200米的地区，常生于砂砾质河漫滩上及山坡草地，目前尚未由人工引种栽培。